# Маморе
Маморе́ (ісп. Mamoré; кеч. Mamuriy) — велика річка в Болівії і частково в Бразилії, що зливається з річкою Бені, формуючи річку Мадейра, одну з найбільших приток Амазонки.
Річка починається на північному схилі Сьєрра-де-Кочабамба, на схід від міста Кочабамба, і називається Чиморе до злиття з Чапаре. Її найбільші притоки — Чапаре, Ісіборо, Апере, Якума і Ята із заходу (ліві притоки) та Ічило, Ріо-Гранде (Ґуапай), Іварі і Ґуапоре (Ітенес) зі сходу (праві притоки). Хоча річка Ріо-Ґранде — одна із найдовших приток Маморе, проте вона дрібна, має багато порогів і несе мало води. З другого боку, Ґуапоре, що починається в Сєрра-дус-Паресіс у бразильському штаті Мату-Гросу, може зрівнятися із самою Маморе за довжиною та середньорічним стоком.
Маморе переривається порогами кілька кілометрів вище за злиття з Бені, проте річка судноплавна вище та нижче за цю ділянку, а паралельно річці у цьому місці збудована залізниця довжиною 300 км. У верхній течії річка судноплавна до Чиморе, більшість її приток також судноплавні.